# Learning object
(D. A. Wiley)
Un learning object (sinteticamente noto come LO dal relativo acronimo) è una unità di istruzione per l'e-learning, riutilizzabile.
I learning object costituiscono particolari tipi di risorse di apprendimento autoconsistenti, dotate di modularità, reperibilità, riusabilità e interoperabilità, che ne consentono la possibilità di impiego in contesti diversi.
Lo sviluppo delle nuove tecnologie dell'informazione e della comunicazione ha avuto significative ripercussioni anche sulle modalità di apprendimento, stimolando la formazione di nuove risorse didattiche.
A questo proposito, spesso si ritiene che l'approccio pragmatico/produttivo dell'e-learning, finalizzato al risparmio di tempi e costi nella fase di progettazione e produzione dei materiali didattici, sia l'orientamento fondante che ne ha la realizzazione di LO.

## Caratteristiche
I LO sono unità autoconsistenti, in quanto rappresentano un'unità minima costituita da uno o più asset (elementi minimi costituiti da un'immagine, un video, ecc.) per l'acquisizione di conoscenza rispetto ad un obiettivo formativo. Di grande importanza, è la questione della granularità, ovvero la dimensione di un LO per permetterne l'aggregazione con un altro LO.
Nella fattispecie, i LO sono:
- autoconsistenti: costituiti da uno o più asset.
- modulari: aggregabili con altri LO.
- reperibili: grazie alla marcatura dei metadati.
- riusabili: per la loro autonomia in diverse situazioni di apprendimento.
- interoperabili: possono funzionare su diverse piattaforme che erogano materiali didattici (LMS) grazie all'attenzione data agli standard (SCORM) che definiscono le regole di impacchettamento e ordine di fruizione dei LO.

### Dimensione
Quanto deve essere grande un learning object? Sulla questione permane una certa aleatorietà. Infatti, oltre che al buon senso di chi lo produce, che dovrebbe discriminare le adeguate dimensioni della risorsa, non vi sono delle regole precise condivise. Un'indicazione in merito alla determinazione di quanti contenuti debbano figurare in una lezione è stata fornita dalla CISCO, nota azienda nel campo di Internet, essa stabilisce in 7(+/-2) concetti da presentare al fruitore una possibile misura di grandezza del LO.

## Standard e metadati
Se il loro riutilizzo è la finalità che viene perseguita con la loro creazione, a tutt'oggi rimangono ancora da definire degli standard sui metadati, che individuino linee guida comuni per la classificazione dei LO e consentano ai formatori che intendono farne uso un'agevole individuazione della risorsa più idonea ad un dato percorso formativo (in relazione al contenuto, al grado di difficoltà, al grado di interazione, ecc.).

### I metadati
Per garantire che i LO siano aggregati e riutilizzati è necessario standardizzare la loro descrizione ovvero definire il cosiddetto set di metadati.
I metadati (metadata) possono intendersi come quei dati che non si riferiscono direttamente ai contenuti concreti di un LO, ma che li classificano, nel senso che forniscono informazioni sui dati stessi, rinviando indirettamente anche ai contenuti di apprendimento del LO. Ad esempio, con questa accezione, in una scheda di identificazione di un testo in una biblioteca sono metadati di un'opera i campi "autore" "titolo", ecc. che rinviano ai dati contenuti nei relativi campi per esempio "Settembrini" e "Ricordanze della mia vita"; analogamente, per i LO i metadati forniscono le informazioni necessarie a classificare la risorsa sulla base di determinati parametri stabiliti. 
I metadati sono utili ai fruitori non solo per acquisire informazioni sui LO, ma soprattutto per reperirli negli appositi repository di LO, i quali sono degli archivi digitali che raccolgono e catalogano i LO secondo i canoni di classificazione dei metadati.

#### Repository
Esempi di repository sono:
- Merlot, su merlot.org.
- Unitexas, su elearning.utsa.edu. URL consultato il 2 maggio 2019 (archiviato dall'url originale il 26 maggio 2006).
- Celebrate, su demoportal.eun.org. URL consultato l'8 giugno 2019 (archiviato dall'url originale il 24 agosto 2010).
- Wisconsin, su wisc-online.com.
- FreeLOms (sviluppato nel progetto SLOOP), su freeloms.org. URL consultato l'8 giugno 2019 (archiviato dall'url originale il 3 ottobre 2011).

### Gli standard
Come essere certi quindi di un'accuratezza e completezza tale dei metadati in modo che un LO sia ben definito? Si stanno cercando di individuare e fissare standard per la definizione di metadati (Learning Object Metadata o LOM), tuttavia va fatto presente che i criteri che si possono adottare possono derivare dalle indicazioni di esperti oppure, in un contesto di comunità, essendo diverse le autorità a cui fare riferimento, possono rimandare a "convergenze parziali di significato", in modo che la catalogazione non sia preda di anarchie e confusioni, ma di una pluralità regolata di forme di organizzazione. Si veda, ad esempio, LTSC-IEEE, Learning Technology Standards Commitee (http://ltsc.ieee.org/wg12/ Archiviato il 10 ottobre 2004 in Internet Archive.).

#### SCORM
Altri metadati necessari per la produzione di un LO riguardano le indicazioni che fanno sì che il LO possa essere utilizzato da diverse piattaforme (LMS), sia cioè interoperabile. Lo standard che si occupa di garantire questa funzionalità è SCORM (Sharable Content Object Reference Model). SCORM definisce l'insieme delle procedure che aggrega i contenuti dei LO e il modo di elaborare questi contenuti sulla piattaforma: i dati sul corso, i metadati, l'interazione studente-piattaforma, i test e le valutazioni sono gestite da un file.xml che garantisce l'interoperabilità.

## Progetti

### United Kingdom Learning Object Metadata
United Kingdom Learning Object Metadata, in sigla UK LOM, attualmente è una bozza di schema che viene sottoposta ad interrogazione da una comunità di professionisti al fine di individuare una prassi comune per il Regno Unito per l'elaborazione
del contenuto dei learning objects.
Attraverso il confronto fra 12 schemi di metadati, UK LOM si propone di raccogliere
il nucleo comune degli elementi dei metadati e cerca di registrare le pratiche comuni,
considerandole più interessanti delle pratiche migliori.
Il suo obiettivo non è quello di essere prescrittivo, ma piuttosto quello  di riflettere
le operazioni che i professionisti effettuano mentre arricchiscono il contenuto con dei tags.
Entro UK LOM si trovano tre generi di elementi:
- obbligatori
- opzionali
- opzionali (raccomandati)

Gli elementi obbligatori devono sempre essere completati per assicurare la interoperabilità.
Gli elementi opzionali possono essere inclusi dove possono portare a qualche beneficio.
Gli elementi opzionali (raccomandati) dovrebbero essere inclusi ogni qual volta risulti possibile.

### Canada Learning Object Project eduSource
Il progetto eduSource è un progetto che coinvolge l'intero Canada nella creazione delle infrastrutture per una rete di interoperable learning object repositories.
Un repository differisce dal materiale standard per il Web, in quanto
fornisce a insegnanti, studenti e genitori informazioni che sono strutturate
e organizzate per facilitare il ritrovamento e l'uso di materiali di insegnamento,
quale che sia la locazione della risorsa. Il progetto eduSource si basa su standard nazionali
e internazionali, è interamente bilingue (francese/inglese), ed è accessibile a tutti i canadesi ed agli utenti internazionali, inclusi portatori di disabilità.

### CanCore
CanCore è un profilo di applicazione (come lo UK LOM Core) dello standard per metadati di learning objects.
Esso, contrariamente a molti profili di applicazioni, si preoccupa
di fornire una guida dettagliata per l'interpretazione e l'implementazione di ogni elemento
di dati nello standard LOM.  Queste linee guida costituiscono un documento di circa 250 pagine
e sono state sviluppate nel corso di tre anni attraverso la consultazione con esperti
del Canada e di altri paesi del mondo.
Queste linee guida sono disponibili gratuitamente sul sito Web di CanCore.

### SLOOP
SLOOP è un progetto finalizzato alla condivisione di free/open learning objects, promosso da un partenariato costituito da organizzazioni italiane, irlandesi, spagnole, rumene e slovene, nell'ambito del programma europeo Leonardo da Vinci.
SLOOP è l'acronimo di Sharing Learning Objects in an Open Perspective.
Nell'ambito del Progetto SLOOP è stato realizzato freeLOms, un ambiente per lo scambio e la produzione collaborativa di free/open learning objects.

## Questioni pedagogiche
Per avere un'idea di un insieme di LO, si pensi, ad esempio, ai software di auto-apprendimento linguistico, in cui vi sono unità didattiche divise in moduli di apprendimento in cui le attività (supportate da animazioni, dialoghi, ma anche semplici icone su cui cliccare per conoscere il nome del particolare oggetto rappresentato) sono costituite da risorse digitali opportunamente strutturate ed assemblate.
In quest'ottica di un approccio costruttivista  all'apprendimento, vale la pena esplicitare i concetti chiave sui quali è basata  la filosofia del LO:
- autonomia del discente che utilizza questo oggetto per acquisire conoscenze e competenze in modo personale cioè secondo i suoi bisogni e i suoi tempi di apprendimento.
- specificità degli obiettivi d'apprendimento (un LO deve essere un'unità completa che consente di apprendere uno specifico contenuto).
- multimedialità, uso di vari linguaggi e stimoli che coinvolgono i vari stili di apprendimento.
- interattività
- autovalutazione del fruitore durante il processo (assessment) o finale, ovvero al termine di un percorso che si articola attraverso più LO (evaluation).

### Interoperabilità
Emerge una prima questione pedagogica relativa alle modalità di applicazione di uno stesso LO a diversi contesti di utilizzo. Occorre, infatti, chiedersi come inserire un LO all'interno di un percorso formativo, affinché esso possa risultare di volta in volta significativo per i suoi fruitori.

### Asocialità
Sono state mosse, inoltre, alcune critiche rispetto alla modalità di apprendimento basata sui LO, in quanto sembra possa risultare individualistica e asociale. Secondo questa prospettiva, un individuo seduto davanti al suo PC praticherebbe una forma di apprendimento che prescinde dal confronto derivante dal riferimento al gruppo dei suoi pari.

### Conclusioni
Entrambe le questioni sono strettamente connesse all'impostazione pedagogica che s'intende adottare nell'operatività didattica che utilizza LO. 
Nel primo caso, sta al formatore saper garantire un'adeguata strategia didattica, che preveda anche l'utilizzo di LO, in relazione ai reali bisogni formativi degli utenti, eventualmente integrando la presentazione di LO con ulteriori materiali, costituiti anche da lezioni in presenza. 
Per quanto riguarda la critica di un apprendimento individualistico, un approccio socio-costruttivista applicato all'e-learning può essere una risposta, fornendo come contesto di utilizzo dei LO una comunità di apprendimento, in cui il singolo può migliorare il proprio percorso formativo in relazione ai contributi del gruppo di appartenenza, mediante la partecipazione ad attività comuni, lo scambio di esperienze ed una negoziazione collettiva continua di significati.

### Progetti
- (EN) Home Page del progetto UK LOM, su cetis.ac.uk. URL consultato il 20 ottobre 2004 (archiviato dall'url originale l'11 ottobre 2004).
- (EN, FR) Canada Learning Object Project eduSource, su edusource.ca.
- (EN, FR) Progetto CanCore, su cancore.ca.
- (EN, IT, ES, RO, SL) Sito del progetto SLOOP, su sloopproject.eu.